# Hermann Mulert
Hermann Mulert (Pseudonym: Euthymius Haas) (* 11. Januar 1879 in Niederbobritzsch; † 22. Juli 1950 in Mügeln) war ein evangelischer Theologe.

## Leben
Nach Abschluss des Gymnasialbesuches in Freiberg studierte Mulert Theologie an den Universitäten Leipzig und Marburg. Ab 1901 wirkte er als Hauslehrer in Osterburg, von 1903 bis 1906 als Privatlehrer in Leipzig. In dieser Zeit engagierte er sich als Mitglied des Nationalsozialen Vereins, später der Freisinnigen Vereinigung. 1910 trat er der Fortschrittlichen Volkspartei bei. Er war einer der Redakteure der 1. Auflage der Lexikonreihe Religion in Geschichte und Gegenwart (RGG), die von 1909 bis 1913 erschien.
1920 wurde er zum ordentlichen Professor für Systematische Theologie an der Christian-Albrechts-Universität zu Kiel ernannt. Mulert, der seit 1918 der DDP und bis zu deren Auflösung im Jahre 1933 der Staatspartei angehörte, war Mitglied des Protestantenbundes, des Volkskirchenbundes und der Landessynode. 1935 stellte er ein Entlassungsgesuch, da er sich mit den Zielen der nationalsozialistischen Regierung nicht identifizieren konnte und seine Entfernung aus dem Dienst bereits anhängig war.
Als Chefredakteur der Christlichen Welt versuchte Mulert seit 1932, liberale Gedanken gegen den immer stärker aufkommenden Nationalsozialismus zu etablieren. Seine Kritik an der Einschränkung rechtsstaatlicher Prinzipien und der Diskriminierung von Juden führte schließlich zur Beschlagnahme und zum Verbot der Zeitschrift.
Mulert unterstützte andere Gegner des Nationalsozialismus fortan finanziell und zog sich, als das Ende des Zweiten Weltkrieges absehbar wurde, in seinen Heimatort zurück. Dort verwaltete er die durch die Einberufung des Pfarrers zum Militärdienst verwaiste Pfarrstelle. In dieser Zeit schloss er sich auch der Quäkerbewegung in Sachsen an.
Nach Kriegsende engagierte sich Mulert politisch am Aufbau der Liberal-Demokratischen Partei (LDP). Er lehrte bis 1946 an der Universität Jena und war 1948 am Wiederaufbau der Theologischen Fakultät der Universität Leipzig beteiligt. Die geplante Rückkehr nach Kiel kam nicht mehr zustande. Infolge der jahrelangen Überanstrengung, akut ausgelöst durch eine Infektion, starb Mulert am 22. Juli 1950 in Mügeln bei Leipzig im Hause seiner Nichte Maria Flux, geb. Reinmuth.
Der Jurist und Widerstandskämpfer Hermann Reinmuth war sein Neffe.

## Werke
Mulert ist einer der bedeutendsten Autoren des liberalen Protestantismus. Von ihm stammen zahlreiche Schriften zur sächsischen Kirchengeschichte und eine Vielzahl theologischer Werke und Abhandlungen. Seine theologischen Hauptwerke sind Konfessionskunde – christliche Kirchen und Sekten heute (Gießen 1927, 3. Aufl. 1956) und Religion, Kirche, Theologie. Einführung in die Theologie (Gießen 1931). Er war daneben Verfasser einiger Streitschriften und Herausgeber der Schriften von Friedrich Schleiermacher.
Unter dem Pseudonym Euthymius Haas publizierte Mulert mehrere Anekdotensammlungen.